# Amy Bowtell
Amy Bowtell (* 16. September 1993 in Greystones) ist eine ehemalige irische Tennisspielerin.

## Karriere
Bowtell begann mit fünf Jahren in ihrer Geburts- und Heimatstadt beim Greystones LTC das Tennisspielen. In ihrer aktiven Profikarriere zwischen 2009 und 2018 gewann sie jeweils fünf Titel im Einzel und Doppel bei Turnieren der ITF Women’s World Tennis Tour.
2009 spielte sie in Vale Do Lobo ihr erstes Turnier der ITF Women’s World Tennis Tour, bevor sie im April ihr erstes Match in der Fed-Cup-Mannschaft der Damen bestritt. Im selben Jahr gewann sie ihren ersten Einzeltitel auf der ITF Junior Tour beim Turnier im Donnybrook Lawn Tennis Club, wo sie im Finale Emilia Banos-Gregorians mit 6:2 und 6:3 besiegte, nachdem sie ihre irische Landsfrau Lynsey McCullough im Halbfinale bezwungen hatte.
2010 erreichte sie im August ihr erstes Finale eines ITF-Turniers im Einzel in Chiswick, das sie gegen Tara Moore mit 3:6 und 4:6 verlor.
2011 gewann sie an der Seite von Partnerin Yasmin Clarke im portugiesischen Amarante ihren ersten ITF-Titel im Doppel. Im August gelang ihr in Gijon mit Lucie Brown der zweite ITF-Titelerfolg im Doppel und das Erreichen des Halbfinals im Einzel. Eine Woche später erreichte sie auch das Halbfinale von Middelkerke und im November das Halbfinale von Loughborough.
2012 konnte sie zu Beginn des Jahres den Titel im Doppel und das Einzelfinale des ITF-Turniers von Sutton erreichen, das sie mit 3:6 und 2:6 gegen Richel Hogenkamp verlor, bevor sie im Februar in Tallin ihren ersten ITF-Titel im Einzel feiern konnte. Im Februar gewann sie ihren vierten ITF-Doppeltitel in Helsingborg, im August ihren fünften Doppeltitel in Westende und im September erreichte sie mit Lucie Brown das Viertelfinale des mit 75.000 US-Dollar dotierten AEGON GB Pro-Series Shrewsbury, so dass sie im Oktober mit Platz 450 ihre beste Platzierung in der Doppel-Weltrangliste erreichen konnte. Ende Oktober standen sie und Brown dann noch einmal in einem Hauptfeld eines mit 75.000 US-Dollar dotierten ITF-Turniers. Bei den AEGON GB Pro-Series Barnstaple scheiterten die beiden aber bereits in der ersten Runde mit 3:6 und 5:7 an Anna Fitzpatrick und Jade Windley.
2013 erreichte sie Ende Januar das Einzelfinale des ITF-Turniers von Preston, wo sie gegen Tara Moore mit 6:72 und 1:6 verlor. Im März konnte sie das Finale des Turniers in Heraklion erreichen, das sie mit 3:6 und 4:6 gegen Valentini Grammatikopoulou verlor. Im Anschluss musste sie fünf Monate wegen einer Verletzung pausieren.
2014 gewann sie im April in Scharm-asch-Schaich ihren zweiten ITF-Einzeltitel, im Oktober folgten Titel Nummer vier in Loughborough und fünf in Helsinki. Im selben Jahr startete Bowtell ein Crowdfunding, um das Geld für weitere Turnierteilnahmen durch Sponsoren einzuwerben.
2015 erreichte sie mit ihrem fünften ITF-Einzeltitel im Februar auch mit Platz 381 ihre beste Platzierung in der Einzelweltrangliste. Danach spielte sie nur noch im Februar beim Fed-Cup und im Mai, Juni, Juli und Oktober vier weitere Turniere, wo sie aber bereits zum Teil verletzt antrat. Sie musste sich im Dezember operieren lassen und konnte erst 2016 nach erfolgreicher Rehabilitation wieder auf den Profi-Circuit zurückkehren.
2016 spielte sie nur zwei Turniere im Juli in Lissabon, wo sie die Qualifikation nicht überstand und im November in Solarino, wo sie in der ersten Runde verletzt aufgeben musste.
2017 spielte Bowtell keine Turniere, sondern arbeitete von Januar bis August acht Monate als Tennis Coach in der John McEnroe Tennis Academy in New York.
2018 bestritt sie noch drei Turniere auf der ITF-Tour. Ihr letztes Match auf der Damentour bestritt sie im August 2018 bei einem ITF-Turnier in ihrer Geburtsstadt Dublin, wo sie mit ihrer jüngeren Schwester Anna nochmals das Halbfinale in der Damendoppel-Konkurrenz erreichen konnte.

### Fed Cup
Amy Bowtell spielte 2009 bis 2018 für die Irische Billie-Jean-King-Cup-Mannschaft, wo sie in insgesamt 26 Begegnungen von 38 Matches 24 siegreich beenden konnte, davon 15 Einzel und neun Doppel.

## Turniersiege

### Einzel
| Nr. | Datum             | Turnier             | Kategorie   | Belag             | Finalgegnerin      | Ergebnis        |
| --- | ----------------- | ------------------- | ----------- | ----------------- | ------------------ | --------------- |
| 1.  | 19. Februar 2012  | Tallinn             | ITF $10.000 | Hartplatz (Halle) | Polina Winogradowa | 7:65, 6:4       |
| 2.  | 27. April 2014    | Scharm asch-Schaich | ITF $10.000 | Hartplatz         | Katie Boulter      | 6:75, 6:0, 7:66 |
| 3.  | 2. Oktober 2014   | Loughborough        | ITF $10.000 | Hartplatz (Halle) | Shérazad Reix      | 6:76, 6:1, 7:63 |
| 4.  | 16. November 2014 | Helsinki            | ITF $10.000 | Hartplatz (Halle) | Tess Sugnaux       | 6:2, 6:3        |
| 5.  | 1. Februar 2015   | Sunderland          | ITF $10.000 | Hartplatz (Halle) | Marta Sirotkina    | 6:4, 6:3        |

### Doppel
| Nr. | Datum            | Turnier     | Kategorie   | Belag             | Partnerin       | Finalgegnerinnen                   | Ergebnis   |
| --- | ---------------- | ----------- | ----------- | ----------------- | --------------- | ---------------------------------- | ---------- |
| 1.  | 11. Juni 2011    | Amarante    | ITF $10.000 | Hartplatz         | Yasmin Clarke   | Katharina Negrin Constance Sibille | 6:2, 6:3   |
| 2.  | 13. August 2011  | Gijon       | ITF $10.000 | Hartplatz         | Lucy Brown      | Amanda Carreras Andrea Gámiz       | ohne Spiel |
| 3.  | 21. Januar 2012  | Sutton      | ITF $10.000 | Hartplatz (Halle) | Quirine Lemoine | Elixane Lechemia Irina Ramialison  | 7:65, 6:3  |
| 4.  | 24. Februar 2012 | Helsingborg | ITF $10.000 | Teppich (Halle)   | Quirine Lemoine | Matilda Hamlin Valeria Osadchenko  | 6:3, 6:4   |
| 5.  | 19. August 2012  | Westende    | ITF $10.000 | Hartplatz         | Samantha Murray | Steffi Distelmans Magali Kempen    | 6:3, 6:3   |

## Privates
Amy Bowtwll wohnt in Greystones, Wicklow und hat zwei Geschwister, eine Schwester Anna und Bruder Maik, die ebenfalls professionelle Tennisspieler waren. Von 2012 bis 2016 studierte sie an der University of London Computer Science und erwarb 2016 ihren Bachelor, bevor sie 2017 bis 2018 ihren Master of Science am Trinity College Dublin in Digital Marketing Strategy ablegte. Seit Januar 2019 arbeitet sie in verschiedenen Positionen bei Salesforce in Dublin.